# Portrait de Luigi Cornaro
Portrait de Luigi Cornaro est un tableau peint par Le Tintoret entre 1560 et 1565. Il mesure 113 cm de haut sur 85 cm de large. Il est conservé au Palais Pitti à Florence. Il représente l'humaniste et mécène vénitien Luigi Cornaro.

## Description
On peut déduire la datation du tableau d'après l'âge avancé de l'homme, représenté un peu avant sa mort en 1566 à presque 100 ans. C'est un bel exemple de la peinture du Tintoret, caractérisée par des tons sombres ponctués par de chaudes taches de couleurs.